# Sclerophrys kassasii
Sclerophrys kassasii, també conegut com a gripau del Delta del Nil o gripau Damiata, és una espècie de gripau de la familia dels Bufònids. Va ser descrit com a bufo kassasii per Sheriff Baha El Din el 1993.
Frost el va reclassificar el 2006 com a Amietophrynus kassasii, el 2016 Ohler & Dubois van provar que el nom del gènere Scleroprhys, donat per Johann von Tschudi el 1838 era anterior i amietoprhynus roman doncs un sinònim menor.
És endèmic a Egipte, del Delta del Nil fins a Luxor. El seu hàbitat natural són els aiguamolls però s'ha estès a terres de conreu i a zones urbanes.

## Taxonomia
Diversos gripaus d'una mida petita van ser recollits prop d'Alexandria entre els anys 1909 i 1912 i varen ser enviats al Museu Britànic, on van ser identificats com a espècie Bufo vittatus (ara Sclerophrys vittata). Aleshores no se'n van trobar més exemplars. El 1991 Baha el Din va trobar una espècie nova de gripau prop de la ciutat de Damiata, al Delta del Nil, que diferia en diversos particulars del Buffo vittatus, el qual era conegut només en la proximitat de Llac Victoria. Originalment, la seva identificació va ser qüestionada. Va ser descrita com a espècie nova el 1993 com a Bufo kassassii. Aquesta espècie s'havia confós, fins aleshores, amb la Sclerophrys vittata. Va rebre el nom en reconeixement de Mohammed Abdel Fattah El-Kassas (1921–2012).

## Morfologia
El gripau del Delta del Nil és una espècie petita, les femelles atenyen una longitud de musell a recte de 38 mm i els mascles de 34 mm. Aquests gripaus tenen la superfície superior d'un color verdós-gris amb taques fosques entre els ulls, a les espatlles i malucs, i normalment una ratlla blanca prima al llarg del dors. La superfície inferior és blanca, de vegades amb petites taques fosques, i els malucs poden tenir taques vermell fosc. Té un morro prim (vist lateralment) i llarg, grans i notoris timpans i glàndules paròtides ovalades. La pell del darrere és una mica granular o pot tenir berrugues amb punxes i la part inferior és lleugerament granular. El primer dit de la mà és més curt que el segon, la majoria d'individus tenen una taca vermella a la cuixa i, els mascles en el període d'aparellament, tenen el sac bucal taronja. Aquestes i altres característiques el distingeixen d'Sclerophrys vittata i d'altres gripaus d'Egipte.

## Distribució i hàbitat
L'Sclerophrys kassasii  es endèmic del Delta de Nil. És una petita espècie aquàtica nocturna i rarament es veu, tot i que es pot oir el rauc dels mascles. A més del seu hàbitat pantanós normal, s'ha adaptat a camps d'arròs i terres de conreu i a conjunts de vegetació flotant. S'ha estès riu amunt als canyissars que als marges del Nil,  séquies i altres canals. Ara se'l troba a zones urbans de la ciutat del Caire i Luxor.
L'hàbitat total s'estén a una zona d'uns 20.000 quilòmetres quadrats però en ser nocturn, rarament se'l pot observar. La Unió Internacional per a la Conservació de la Natura l'ha qualificat de mínima preocupació.